# Oklahoma kormányzóinak listája
Ez a lista az Amerikai Egyesült Államok Oklahoma államának kormányzóit sorolja föl. 1541-ben a spanyol Francisco Vásquez de Coronado utazott keresztül ezen a területen, de az 1700-as években a francia felfedezők nyomán a franciák tartottak igényt ezekre a területekre. és francia terület maradt egészen 1803-ig, amikor a francia territóriumot a Louisiana Purchase dokumentum alapján az Egyesült Államok megvásárolta Franciaországtól.
Az őslakosság ezreit, közöttük az "Öt Civilizált Törzseket" Mississippi, Florida, Alabama, Georgia, és Tennessee államokból kitelepítették Oklahomába az 1830-as években. Ezen a területen ekkoriban az osage és a quapaw indián törzsek éltek. 1830-ban az Indiánkitelepítési Határozat ezt a területet jelölte ki indián territóriumnak (Indian Territory). 1834-ben az Egyesült Államok újabb szabályokat állított fel az Indián Kapcsolattartási Törvényben (Indian Intercourse Act) Tizenöt törzsnek jelöltek ki földet ezen a vidéken 1830-ban, de 1890-re, több mint 30 törzs számára osztottak ki szövetségi földeket.
Az 1866 és 1899 közötti időszakban a texasi marhafarmok igyekeztek kielégíteni a keleti városok élelmiszerigényét és a vasútvonalak Kansas államban biztosították az időbeni szállítást. Útvonalakat hoztak létre a marhacsordák és a marhafarmok számára vagy maguk szállították termékeiket vagy illegálisan letelepedtek az Indián Territórium területén. 1881-ben négy vagy öt marhacsorda út vezetett keresztül a nyugati frontier területeken. A fehér telepesek számának növekedése az Indián Territóriumon belül az Egyesült Államokat egy új törvény, a Dawes Act meghozatalára buzdította (1887-ben), amely szerint a különböző törzsek tulajdonában lévő földekből családok földet kaphattak. Ez az indiánokat magánfarmok létrehozására ösztökélte, de emellett a központi kormánynak is biztosított földet. Ennek következtében az indián tulajdonban lévő földek felét fehér telepesek számára is elérhetővé tették, ezenkívül a vasútépítő társaságok is vásároltak fel földet.
1889. április 12-én a szövetségi kormányzat megnyitotta Oklahoma határait, engedélyt adott a telepeseknek letelepedni a középső övezetben. Az állam határán tízezrével vártak a határ megnyitására, hogy földet foglalhassanak. Azokat, akik megszegték a törvényeket és korábban átlépték a határt, hogy több földet tudjanak foglalni elnevezték "sooner"-oknak, és így kapta az állam a "Sooner State" becenevet. Hamarosan megszervezték a kormányzatot, s több földet vettek el az indiánoktól. Megkezdődtek a kutatások a természeti kincsek után, s csakhamar rábukkantak az olajra, a külszíni fejtésű kőszénbányákra. A 20. század kezdetén erőfeszítéseket tettek, hogy az indián önkormányzatot megszüntessék, s létrehozzák a Sequoyah államot. Ez a kísérlet ugyan kudarcot vallott, de két évvel később, 1907. november 16-án megszületett Oklahoma, s negyvenhatodikként csatlakozott az Amerikai Egyesült Államokhoz.
A kormányzói széket négy évre lehet elnyerni, s az adott személy egyszer újraválasztható. A kormányzók sorszámozásánál csak a a terminus számát veszik figyelembe, ha egy illetőt egy ciklus kihagyása után választották meg újra. Példának okául George Nigh egyszerre a 17. és 22. kormányzó. Ez a rendszer eltér az államok nagy részétől.
Jelenleg a 28. kormányzó, a Republikánus Párthoz tartozó Kevin Stitt tölti be a tisztséget 2019. január 14. óta. A kormányzóhelyettes a szintén republikánus Matt Pinnell.

## Párthovatartozás
| Párt         | Kormányzók |
| ------------ | ---------- |
| Demokrata    | 22         |
| Republikánus | 6          |

## Az Oklahomai-terület kormányzói
| # | Kép | Kormányzó                            | Hivatali idő kezdete | Hivatali idő vége  | Párt                 | Kinevező elnök neve | Egyéb választott (szövetségi) tisztségei                                      |
| - | --- | ------------------------------------ | -------------------- | ------------------ | -------------------- | ------------------- | ----------------------------------------------------------------------------- |
| 1 |     | George Washington Steele (1839–1922) | 1890. május 22.      | 1891. október 18.  | 40x40px[halott link] | Benjamin Harrison   | Az USA képviselőházának tagja (Indiana képviseletében) (1881–1889; 1895–1903) |
| — |     | Robert Martin (1833–1897)            | 1891. október 18.    | 1892. február 1.   | 40x40px[halott link] | —                   | helyettesként                                                                 |
| 2 |     | Abraham Jefferson Seay (1832–1915)   | 1892. február 1.     | 1893. május 7.     | 40x40px[halott link] | Benjamin Harrison   |                                                                               |
| 3 |     | William Cary Renfrow (1845–1922)     | 1893. május 7.       | 1897. január 31.   | 40x40px[halott link] | Grover Cleveland    |                                                                               |
| 4 |     | Cassius M. Barnes (1845–1925)        | 1897. január 31.     | 1901. április 15.  | 40x40px[halott link] | William McKinley    |                                                                               |
| 5 |     | William Miller Jenkins (1856–1941)   | 1901. április 15.    | 1901. november 30. | 40x40px[halott link] | William McKinley    |                                                                               |
| — |     | William C. Grimes (1857–1931)        | 1901. november 30.   | 1901. december 9.  | 40x40px[halott link] | —                   | helyettesként                                                                 |
| 6 |     | Thompson Benton Ferguson (1857–1921) | 1901. december 9.    | 1906. január 5.    | 40x40px[halott link] | Theodore Roosevelt  |                                                                               |
| 7 |     | Frank Frantz (1872–1941)             | 1906. január 5.      | 1907. november 16. | 40x40px[halott link] | Theodore Roosevelt  |                                                                               |

## Oklahoma szövetségi állam kormányzói
| Oklahoma kormányzóinak listája   | Oklahoma kormányzóinak listája   | Oklahoma kormányzóinak listája    | Oklahoma kormányzóinak listája   | Oklahoma kormányzóinak listája   | Oklahoma kormányzóinak listája   | Oklahoma kormányzóinak listája            | Oklahoma kormányzóinak listája   | Oklahoma kormányzóinak listája   |
| Demokrata Párt Republikánus Párt | Demokrata Párt Republikánus Párt | Demokrata Párt Republikánus Párt  | Demokrata Párt Republikánus Párt | Demokrata Párt Republikánus Párt | Demokrata Párt Republikánus Párt | Demokrata Párt Republikánus Párt          | Demokrata Párt Republikánus Párt | Demokrata Párt Republikánus Párt |
| #                                | Kép                              | Kormányzó                         | Hivatali idő kezdete             | Hivatali idő vége                | Párt                             | Egyéb választott (szövetségi) tisztségei  | Helyettes                        | Helyettes                        |
| -------------------------------- | -------------------------------- | --------------------------------- | -------------------------------- | -------------------------------- | -------------------------------- | ----------------------------------------- | -------------------------------- | -------------------------------- |
| 1                                |                                  | Charles N. Haskell (1860–1933)    | 1907. november 16.               | 1911. január 9.                  | 40x40px[halott link]             |                                           | George W. Bellamy                | 40x40px[halott link]             |
| 2                                |                                  | Lee Cruce (1863–1933)             | 1911. január 9.                  | 1915. január 11.                 | 40x40px[halott link]             |                                           | J. J. McAlester                  | 40x40px[halott link]             |
| 3                                |                                  | Robert L. Williams (1868–1948)    | 1915. január 11.                 | 1919. január 13.                 | 40x40px[halott link]             |                                           | Martin E. Trapp                  | 40x40px[halott link]             |
| 4                                |                                  | James B. A. Robertson (1871–1938) | 1919. január 13.                 | 1923. január 8.                  | 40x40px[halott link]             |                                           | Martin E. Trapp                  | 40x40px[halott link]             |
| 5                                |                                  | Jack C. Walton (1881–1949)        | 1923. január 8.                  | 1923. november 19.               | 40x40px[halott link]             |                                           | Martin E. Trapp                  | 40x40px[halott link]             |
| 6                                |                                  | Martin E. Trapp (1877–1951)       | 1923. november 19.               | 1927. január 10.                 | 40x40px[halott link]             |                                           | Széküresedés                     | Széküresedés                     |
| 7                                |                                  | Henry S. Johnston (1867–1965)     | 1927. január 10.                 | 1929. március 20.                | 40x40px[halott link]             |                                           | William J. Holloway              | 40x40px[halott link]             |
| 8                                |                                  | William J. Holloway (1888–1970)   | 1929. március 20.                | 1931. január 1.                  | 40x40px[halott link]             |                                           | Széküresedés                     | Széküresedés                     |
| 9                                |                                  | William H. Murray (1869–1956)     | 1931. január 1.                  | 1935. január 14.                 | 40x40px[halott link]             | Az USA képviselőházának tagja (1913-1917) | Robert Burns                     | 40x40px[halott link]             |
| 10                               |                                  | E. W. Marland (1874–1941)         | 1935. január 14.                 | 1939. január 9.                  | 40x40px[halott link]             | Az USA képviselőházának tagja (1933-1935) | James E. Berry                   | 40x40px[halott link]             |
| 11                               |                                  | Leon C. Phillips (1890–1958)      | 1939. január 9.                  | 1943. január 11.                 | 40x40px[halott link]             |                                           | James E. Berry                   | 40x40px[halott link]             |
| 12                               |                                  | Robert S. Kerr (1896–1963)        | 1943. január 11.                 | 1947. január 13.                 | 40x40px[halott link]             | Az USA szenátusának tagja (1949-1963)     | James E. Berry                   | 40x40px[halott link]             |
| 13                               |                                  | Roy J. Turner (1894–1973)         | 1947. január 13.                 | 1951. január 8.                  | 40x40px[halott link]             |                                           | James E. Berry                   | 40x40px[halott link]             |
| 14                               |                                  | Johnston Murray (1902–1974)       | 1951. január 8.                  | 1955. január 10.                 | 40x40px[halott link]             |                                           | James E. Berry                   | 40x40px[halott link]             |
| 15                               |                                  | Raymond D. Gary (1908–1993)       | 1955. január 10.                 | 1959. január 12.                 | 40x40px[halott link]             |                                           | Cowboy Pink Williams             | 40x40px[halott link]             |
| 16                               |                                  | J. Howard Edmondson (1925–1971)   | 1959. január 12.                 | 1963. január 6.                  | 40x40px[halott link]             | Az USA szenátusának tagja (1963-1964)     | George Nigh                      | 40x40px[halott link]             |
| 17                               |                                  | George Nigh (1927–)               | 1963. január 6.                  | 1963. január 14.                 | 40x40px[halott link]             |                                           | Széküresedés                     | Széküresedés                     |
| 18                               |                                  | Henry Bellmon (1921–2009)         | 1963. január 14.                 | 1967. január 9.                  | 40x40px[halott link]             | Az USA szenátusának tagja (1969-1981)     | Leo Winters                      | 40x40px[halott link]             |
| 19                               |                                  | Dewey F. Bartlett (1919–1979)     | 1967. január 9.                  | 1971. január 11.                 | 40x40px[halott link]             | Az USA szenátusának tagja (1973-1979)     | George Nigh                      | 40x40px[halott link]             |
| 20                               |                                  | David Hall (1930–2016)            | 1971. január 11.                 | 1975. január 13.                 | 40x40px[halott link]             |                                           | George Nigh                      | 40x40px[halott link]             |
| 21                               |                                  | David L. Boren (1941–2025)        | 1975. január 13.                 | 1979. január 8.                  | 40x40px[halott link]             | Az USA szenátusának tagja (1979-1994)     | George Nigh                      | 40x40px[halott link]             |
| 22                               |                                  | George Nigh (1927–)               | 1979. január 8.                  | 1987. január 12.                 | 40x40px[halott link]             |                                           | Spencer Bernard                  | 40x40px[halott link]             |
| 23                               |                                  | Henry Bellmon (1921–2009)         | 1987. január 12.                 | 1991. január 14.                 | 40x40px[halott link]             | Az USA szenátusának tagja (1969-1981)     | Robert S. Kerr III               | 40x40px[halott link]             |
| 24                               |                                  | David Walters (1951–)             | 1991. január 14.                 | 1995. január 9.                  | 40x40px[halott link]             |                                           | Jack Mildren                     | 40x40px[halott link]             |
| 25                               |                                  | Frank Keating (1944–)             | 1995. január 9.                  | 2003. január 13.                 | 40x40px[halott link]             |                                           | Mary Fallin (1995–2007)          | 40x40px[halott link]             |
| 26                               |                                  | Brad Henry (1963–)                | 2003. január 13.                 | 2011. január 10.                 | 40x40px[halott link]             |                                           | Mary Fallin (1995–2007)          | 40x40px[halott link]             |
| 26                               | Jari Askins (2007–2011)          | Brad Henry (1963–)                | 2003. január 13.                 | 2011. január 10.                 | 40x40px[halott link]             | 40x40px[halott link]                      |                                  |                                  |
| 27                               |                                  | Mary Fallin (1954–)               | 2011. január 10.                 | 2019. január 14.                 | 40x40px[halott link]             | Az USA képviselőházának tagja (2007–2011) | Todd Lamb                        | 40x40px[halott link]             |
| 28                               |                                  | Kevin Stitt (1972–)               | 2019. január 14.                 | hivatalban                       | 40x40px[halott link]             |                                           | Matt Pinnell                     | 40x40px[halott link]             |